# Nino Kadaguidzé
Nino Kadaguidzé (née le 30 juillet 1969 à Tbilissi) est une avocate géorgienne qui est présidente de la Cour suprême de Géorgie depuis le 17 mars 2020.

## Biographie
Nino Kadaguidzé est né le 30 juillet 1969 dans la ville de Tbilissi. En 1993, elle est diplômée de la faculté de droit de l'Université d'État de Tbilissi.
En 1994-1995, elle a travaillé au sein de la Division économique du ministère de la Justice, où elle a travaillé comme consultante sur les questions d'enregistrement foncier. En 1995-1996, elle a travaillé dans l'équipe juridique chargée de revoir les réformes économiques du gouvernement. En 1996-1998, elle a travaillé comme consultante en relations internationales et en économie au ministère de la Justice. En 1998-2000, elle a été chef du département des relations juridiques internationales du ministère de la Justice de Géorgie.
En 2000-2002, elle a travaillé au tribunal de district de Tbilissi. De 2002 à 2012, elle a été juge à la Chambre des affaires administratives de la Cour suprême de Géorgie. En 2013, elle a été nommée à la cour d'appel de Tbilissi. Le 12 décembre 2019, elle a été élue juge de la Cour suprême de Géorgie à vie et, le 19 décembre, elle est devenue vice-présidente de la Cour. Elle a été élue présidente de la Cour suprême le 17 mars.